# Ауструмська сільська рада
А́уструмська сільська рада (рос. Ауструмский сельский совет) — муніципальне утворення у складі Іглінського району Башкортостану, Росія. Адміністративний центр — село Ауструм.

## Населення
Населення — 1081 особа (2019, 1083 в 2010, 1157 в 2002).

## Склад
До складу поселення входять такі населені пункти:
| Населений пункт         | Населення, осіб (2002) | Населення, осіб (2010) |
| ----------------------- | ---------------------- | ---------------------- |
| Ауструм, село           | 491                    | 535                    |
| Богдановське, присілок  | 30                     | 28                     |
| Вознесенка, присілок    | 7                      | 4                      |
| Завіти Ільїча, присілок | 18                     | 17                     |
| Іскра, присілок         | 143                    | 124                    |
| Калінінський, присілок  | 47                     | 37                     |
| Ленінський, присілок    | 6                      | 3                      |
| Преображенка, присілок  | 18                     | 15                     |
| П'ятилітка, присілок    | 283                    | 238                    |
| Сімське, село           | 114                    | 82                     |